# Il grido del gabbiano
Il grido del gabbiano (in lingua francese Le cri de la mouette) scritta dall'attrice Emmanuelle Laborit nel 1994.

## Trama
Il libro racconta le vicende della protagonista che segna le sue difficoltà quotidiane con la lingua dei segni francese e delle sue esperienze adolescienziali, tramite la sua passione per il teatro.

## Edizioni
- Emmanuelle Laborit, Il grido del gabbiano, 1ª ed., Rizzoli, 1997,  p. 212.